# Folkerepublik
Folkerepublik (eller folkedemokrati) var den officielle betegnelse for de kommunistiske stater, der blev oprettet i Øst- og Centraleuropa efter Anden Verdenskrig. Det drejede sig bl.a. om landene Polen, Østtyskland (DDR), Tjekkoslovakiet, Bulgarien, Rumænien, Jugoslavien og Albanien.
Termen "folkedemokrati" havde ikke i samtiden noget entydig politisk eller statsretslig betydning, idet forfatnings- og statsforhold i de forskellige folkedemokratier varierede ganske meget.